# Carinascincus
Carinascincus is een geslacht van hagedissen uit de familie skinken (Scincidae).

## Naam en indeling
De wetenschappelijke naam van de groep werd voor het eerst voorgesteld door Richard W. Wells en Cliff Ross Wellington in 1985. De wetenschappelijke geslachtsnaam Carinascincus betekent vrij vertaald 'gekielde' (carina) 'skink' (scincus).
Lange tijd werd de wetenschappelijke naam Niveoscincus gebruikt voor deze groep. Er zijn acht soorten, in 2017 werden de soorten in het geslacht Carinascincus geplaatst. Veel soorten worden in de literatuur nog onder hun verouderde geslachtsnaam vermeld.

## Uiterlijke kenmerken
De lichaamslengte is ongeveer vijf tot zeven centimeter, exclusief de staart. De staart is tot anderhalf keer zo lang als het lichaam. De lichaamskleur is variabel, zelfs per soort. Veel soorten hebben vlekkerige strepen of vlekkenrijen op het lichaam, de onderzijde is lichter. Alle soorten hebben een doorzichtig venster in het onderste ooglid, zodat ze met gesloten ogen toch kunnen zien.

## Verspreiding en habitat
Alle soorten komen endemisch voor in Australië. De soorten leven in de zuidelijke staten New South Wales, Tasmanië en Victoria. Zes van de acht soorten komen endemisch voor in Tasmanië.
De skinken zijn bodembewoners die overdag jagen op prooien en 's nachts rusten. Ze komen voor in het zuiden van Australië waar het een stuk kouder is dan in andere delen van het land. In andere talen worden ze wel 'sneeuwskinken' of 'koele skinken' genoemd. Veel soorten komen voor op enige hoogte en zijn zelfs boven de sneeuwgrens te vinden. Alle soorten zijn eierlevendbarend; er worden geen eieren afgezet maar de jongen komen levend ter wereld.

## Soorten
Het geslacht omvat de volgende soorten die onderstaand zijn weergegeven, met de auteur en het verspreidingsgebied.
| Naam                         | Auteur                               | Verspreidingsgebied                       |
| ---------------------------- | ------------------------------------ | ----------------------------------------- |
| Carinascincus coventryi      | Rawlinson, 1975                      | Australië (New South Wales, Victoria)     |
| Carinascincus greeni         | Rawlinson, 1975                      | Australië (Tasmanië)                      |
| Carinascincus metallicus     | O'Shaughnessy, 1874                  | Australië (Tasmanië, Victoria)            |
| Carinascincus microlepidotus | O'Shaughnessy, 1874                  | Australië (Tasmanië)                      |
| Carinascincus ocellatus      | Gray, 1845                           | Australië (Tasmanië)                      |
| Carinascincus orocryptus     | Hutchinson, Schwaner & Medlock, 1988 | Australië (Tasmanië)                      |
| Carinascincus palfreymani    | Rawlinson, 1974                      | Australië (Tasmanië, alleen Pedra Branca) |
| Carinascincus pretiosus      | O'Shaughnessy, 1874                  | Australië (Tasmanië)                      |